# Vattenbuffel
Vattenbuffel eller asiatisk buffel (Bubalus arnee) är ett slidhornsdjur som tillhör underfamiljen oxdjur. Vattenbuffeln domesticerades för cirka 4000 år sedan och är sällsynt i det vilda. Den används som dragdjur och hålls även för mjölk och kött.

## Utseende
Den vilda vattenbuffeln kan bli upp till 3 meter lång och 150–190 centimeter hög, men de domesticerade brukar vara betydligt mindre. Signifikant för djuret är den välvda pannan och de jämförelsevis små öronen. Vattenbuffelns horn är svängda utåt och bakåt och avståndet mellan hornens spetsar kan överstiga en meter. Hornen är vid basen vitt skilda och de är något längre hos tjuren än hos kon.

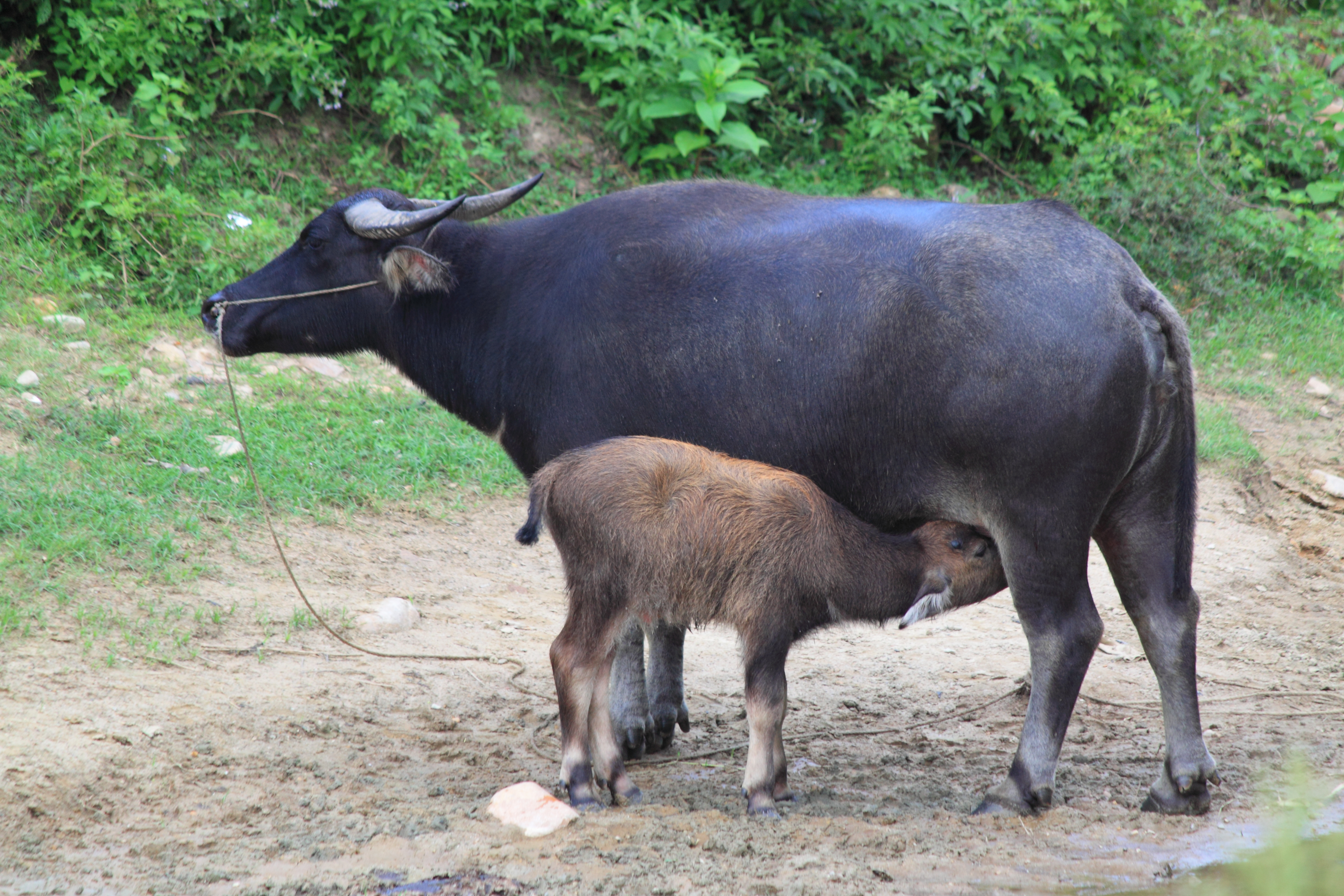
Ko med kalv.
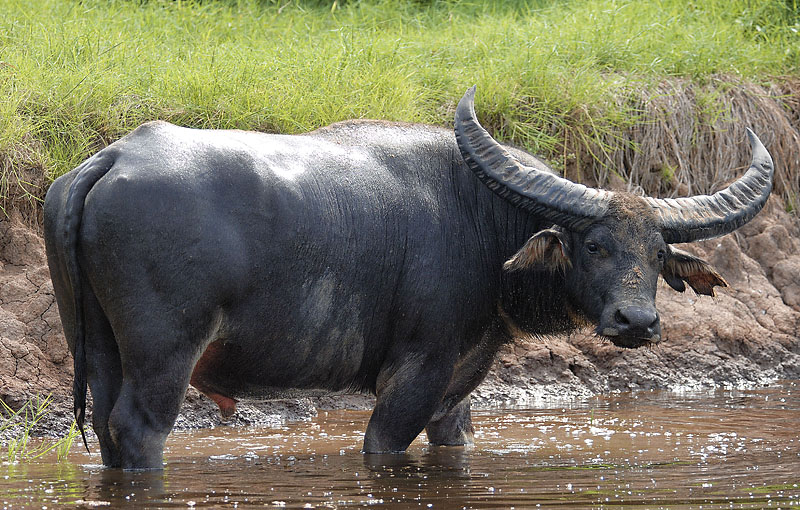
Förvildad vattenbuffel i Australien.

## Systematik
Vattenbuffeln beskrev vetenskapligt första gången 1758 av Carl von Linné under det vetenskapliga namnet Bos bubalis, men utgick då ifrån den domesticerade formen. 1792 beskrev Robert Kerr den vilda formen under namnet Bos arnee. Under en period placerades vattenbuffeln i endera tre släkten: Bos, Bubalus eller Buffelus.
2003 beslutade International Commission on Zoological Nomenclature (ICZN) att korrekt vetenskapligt namn för den vilda populationen är Bubalus arnee. Flertalet auktoriteter har accepterat detta binomialnamn för taxonet.
Endast ett fåtal DNA-sekvenser finns tillgängliga från de vilda populationerna av vattenbuffel. Den vilda vattenbufflen anses vara ursprunget till dagens domesticerade vattenbufflar men den genetiska variationen inom B. arnee är inte utrett, och hur den är besläktad med de domesticerade formerna är också oklart.

### Utbredning

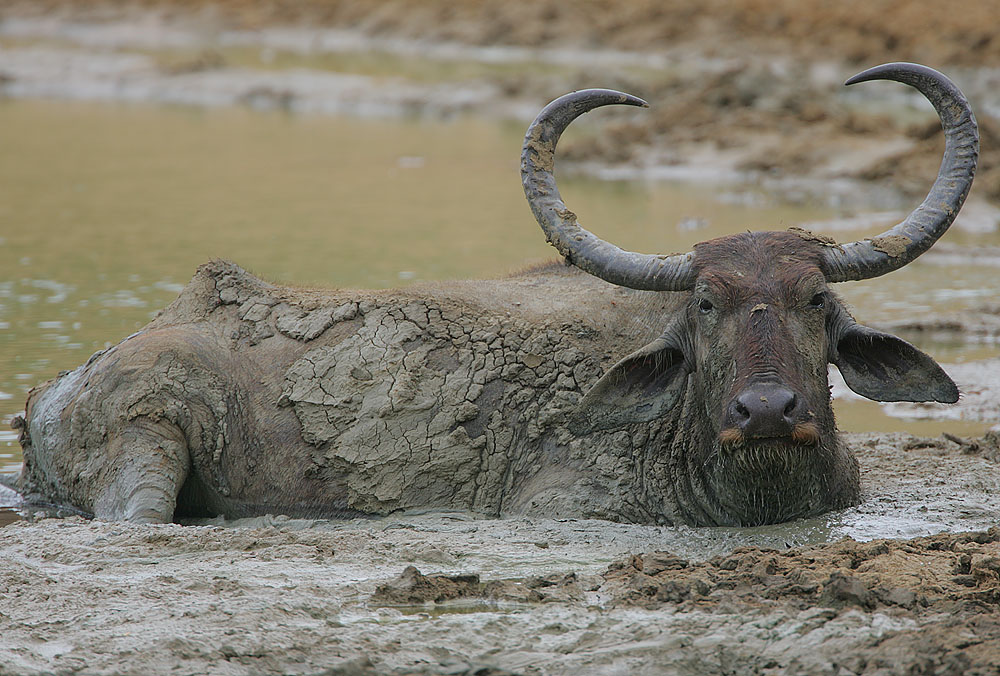
Vild vattenbuffel som grävt ned sig i lera.

I vilt tillstånd finns endast något tusental djur i små spridda populationer i Indien, södra Nepal och Sydostasien. Ursprungligen förekom den i ett bälte mellan nuvarande Malaysia och Indonesien. Tama vattenbufflar är vanliga i Sydostasien och finns även på andra håll i världen.
Under 1800-talet introducerades vattenbuffeln till Australien för jakt och köttets skull och ett förvildat bestånd kom att etablera sig i den norra delen av landet. På 1970-talet hade antalet vattenbufflar i Australien blivit så många att de utgjorde ett hot mot flera våtmarker. Att de var bärare av sjukdomar som skulle kunna sprida sig till tamboskap utgjorde en annan fara, varför åtgärder vidtogs för att hålla beståndet nere och begränsa skadorna.

### Underarter
Groves (1996) delar upp den vilda vattenbuffeln i tre underarter:
- B. a. arnee - populationen som förekommer i Indien och Nepal
- B. a. fulvus - förekommer i Assam och närliggande områden
- B. a. theerapati - förekommer i Sydostasien.

## Ekologi
Den vilda vattenbuffeln lever i hjordar. Den lever i fuktiga gräsområden, våtmarker och liknande habitat. Vattenbuffeln livnär sig i första hand på färskt gräs. I det vilda kan de bli upp till 25 år. I fångenskap har individer blivit 29 år gamla.

## Vattenbuffeln och människan

### Som nyttodjur
Vattenbuffeln används som dragdjur och hålls även för mjölk och kött. Även dyngan används torkad, bland annat för att elda med. Den italienska osten mozzarella ystas traditionellt på mjölk från vattenbuffel.

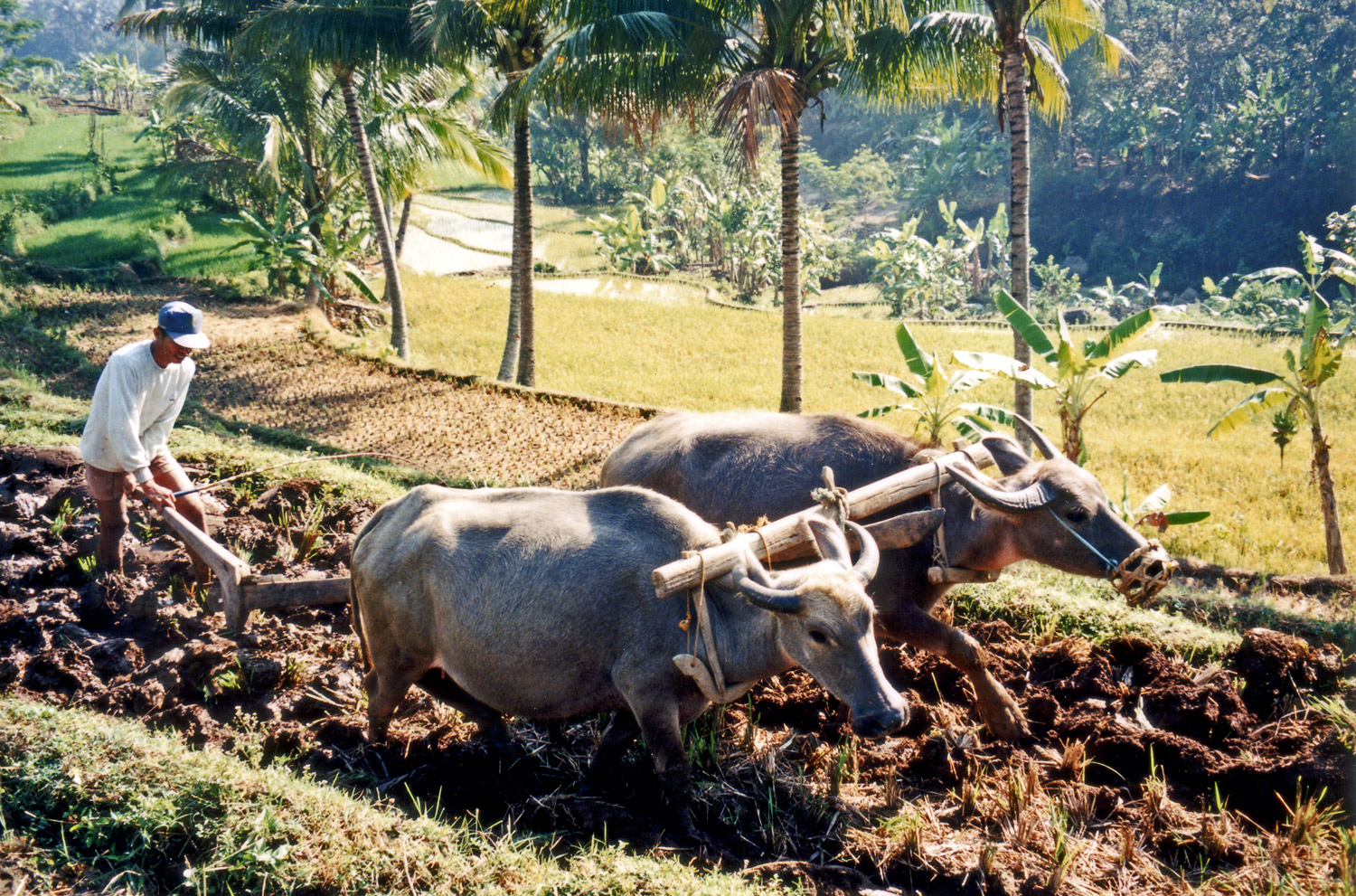
Vattenbufflar plöjer ett risfält på centrala Java i Indonesien.
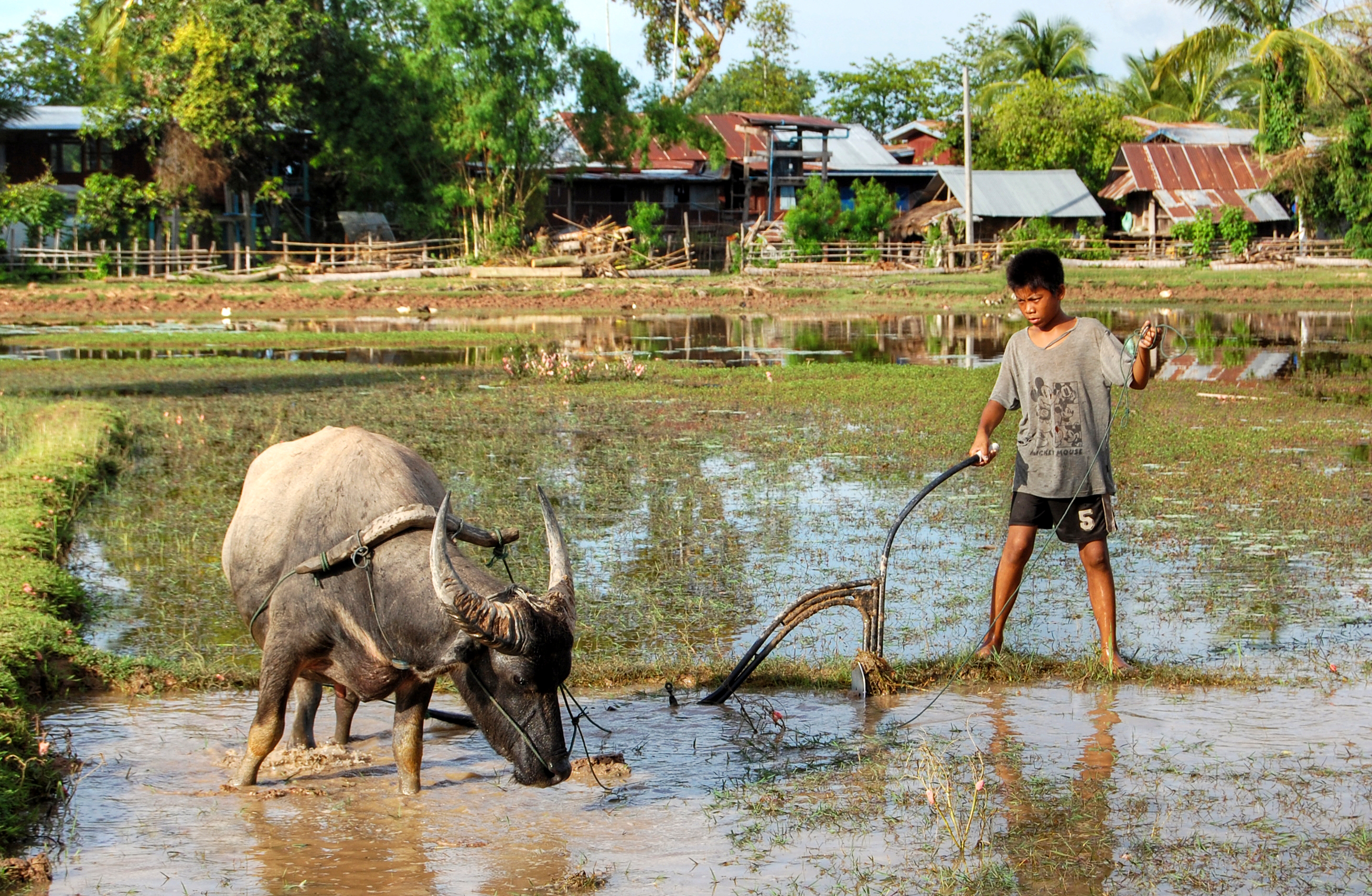
Pojke plöjer med vattenbuffel i Laos.
Mjölkprodukter från vattenbuffel.

### Hot och status
Den vilda vattenbuffeln är fredad i Bhutan, Indien, Nepal och Thailand. IUCN kategoriserar den som akut hotad (EN).